# 81-я пехотная дивизия (Российская империя)
81-я пехотная дивизия — пехотное соединение в составе Русской императорской армии.

## История дивизии
Сформирована в июле 1914 года из кадра 46-й пехотной дивизии в Ярославле, Рыбинске, Костроме и Шуе. 81-я артиллерийская бригада сформирована в июле 1914 года по мобилизации в Ярославле из кадра, выделенного 46-й артиллерийской бригадой.
Первоначально дивизия вошла в состав 5-й армии Юго — Западного фронта. В её составе участвовала в Галицийской битве.
В ходе Томашевского сражения, сводная пехотная бригада в составе 321-го Окского и 324-го Клязьминского пехотных полков прибыла в резерв 5-го армейского корпуса:

«Левому флангу 19-го корпуса угрожают превосходные части. Завтра, 30 августа, корпусу начать наступление с линии: 10-й пех. дивизии — Крачев, Вожучин; 7-й пех. дивизии — Вожучин, Рахане, соответственно на фронт: 10-й пех. дивизии — Яновка, Дзеронжня и 7-й пех. дивизии — Дзеронжня, Верахане; резерву — бригаде 81-й пех. дивизии — следовать из Лащова на Пукаржев и Семнице, где ожидать дополнительных распоряжений и куда прибыть к 8 час. утра».

Повернув от Лыкошина на Старое Село, мы неожиданно наткнулись на огромную пехотную колонну, которая плелась без дорог, просто по полю, направляясь на с. Лыкошин. Оказалось, это была бригада 81-й пехотной дивизии, следовавшая на присоединение к 5-му корпусу, в состав которого она была включена.
18 (31) августа 324-й полк нанёс удар по обходящему правый фланг 19-го армейского корпуса противнику:

Ожидаемое наступление 5-го корпуса на Яновку позволило 19-му корпусу сосредоточить на северном участке всю 38-ю дивизию и иметь в резерве для контрудара подошедшие к Зубовице 39-й и 324-й полки. На рассвете 324-м полком был занят Дуб, а снятый с западного участка 152-й полк был подтянут в лес, что южнее Дуба, выделив 9 рот в Снятыче. 149-й, 150-й и 151-й полки по-прежнему занимали позицию западнее Дуба через лес, до г. дв. Снятыче. После сильной артиллерийской подготовки части 13-й австрийской дивизии атаковали и к 10 час. заняли Дуб, но продвинуться далее к югу не смогли.
После 12 час. 152-й и 324-й полки вели подготовку перехода в контрнаступление для обратного овладения Дуб. В 14 час. в д. Дуб начались пожары от артиллерийского огня двух батарей 19-го мортирного арт. дивизиона. Медленно продвигаясь к горевшей деревне, 6 рот 152-го полка и 324-й полк к 19 час., в связи с успешными действиями 5-й Донской каз. дивизии у Котлице и Невиркова, снова занимают Дуб.
Другая пехотная бригада (в составе 322-го Солигаличского и 323-го Юрьевецкого пехотных полков) и артиллерийская бригада находились в это время в гарнизоне крепости Брест — Литовск. В середине сентября (по старому стилю) эта пехотная бригада и дивизион лёгкой артиллерии прибыли в гарнизон крепости Ивангород.
В составе 4-й армии дивизия принимала участие в Варшавско — Ивангородской операции и с 26 сентября (9 октября) по 13 (26) октября частью сил участвовала в обороне Ивангорода (Die Schlacht bei Iwangorod).
322-й Солигаличский пехотный полк занял оборону на внешнем обводе Ивангородской крепости от линии Ивангородско — Домбровской железной дороги у селения Кляшторна Воля до берега реки Висла у селения Регов. В ночь на 2-е октября (по старому стилю) 323-й Юрьевецкий полк, усиленный батальоном 298-го Мстиславского пехотного полка 75-й пехотной дивизии наступал на фольварк Сецехов и Бонковец. Потерял 18 офицеров и около 1500 нижних чинов на опушке Козеницкого леса:

Ночь с 14 на 15 октября (по новому стилю) прошла очень тревожно, всё время слышалась ружейная стрельба и буханье пушек. Из штаба корпуса мне сообщили, что противник (то есть русские) проник в расположение моих передовых частей у тупика 122 и взял два орудия. Я сейчас же запросил по телефону указанный пункт, и оттуда мне ответили, что там всё в порядке. Я прилёг и спал с перерывами. Около трёх часов пополуночи поручик 93-го пехотного полка фон Арним явился ко мне с известием, что русские атаковали и проникли в расположение полка, что сейчас в лесу идёт бой между передовыми частями этого полка и русскими и что сам он открыл себе дорогу оружием, чтобы доставить мне это известие. Я немедленно поднял всю бригаду и приказал командиру 93-го полка отбросить русских остатками своего полка, усиленного одним батальоном гвардейских резервных стрелков, 1-й батареей 3-й гвардейской дивизии и двумя ротами 64-го полка, и на Горбатке собрал резерв, 1-й батальон 64-го полка и артиллерию. Пока полковник фон Лена разворачивал свой полк (93-й) и подвигался вперёд в лесу, его правое крыло было подкреплено двумя ротами 64-го пехотного полка, а левое одним батальоном 3-й гвардейской дивизии. Оказалось, что русский пехотный полк № 323 ночью проник через болото на опушку леса и захватил врасплох мои передовые части. Русские очень искусно проникли в наши линии и сейчас же начали окапываться группами. Это ночное движение славного русского полка является образцом военного искусства.
После ожесточённого боя штыками и прикладами, русские были отброшены. Борьба была так жестока, что обе стороны не брали пленных. Потери с обеих сторон были очень велики— Ганс фон Белов. Мои воспоминания о войне
Пехотная бригада (в составе 321-го и 324-го пехотных полков) под командованием генерал — лейтенанта Чистякова с дивизионом лёгкой артиллерии обороняла правый берег реки Висла на участке Козенице — Кальвария. В её составе имелись: 7 батальонов, 1 рота, 93 офицера, 7116 штыков, 11 пулемётов и 24 орудия.
С 1 (14) ноября 1914 года по 9 (22) марта 1915 года дивизия уже в полном составе входила в состав 29-го армейского корпуса 11-й армии и участвовала в осаде крепости Перемышль.
4 декабря 1914 года противник нанёс мощный удар на Бирча, для закрытия прорыва в бой пришлось вводить 133-й пехотный Симферопольский полк под командованием Андрея Снесарева.

Но ведь забыты: 1) восстановление блокады Перемышля (честь моя и полка); и восстановление линии, брошенной 9-й кавалерийской дивизией и 2 пехотными полками 81-й (величина подвига и обстановка); 3) атака полком целой дивизии (смелость шага)…

Ещё более разительным примером проявления бессмысленной жестокости со стороны командного состава может служить трагический эпизод, имевший место в Перемышле.
9 марта 1915 года, около девяти часов утра, в Перемышле, тотчас же по сдаче его русским войскам, проезжавший вместе со своим штабом по одной из улиц города начальник 81 пехотной дивизии генерал-лейтенант Чистяков заметил какого-то русского солдата, разговаривавшего с местными крестьянами. Генерал Чистяков «без всякого повода со стороны нижнего чина» и «совершенно неожиданно, по словам документа,— для всех свидетелей (офицеров, штаба дивизии), не видевших никакой необходимости в принятии столь суровой меры», избив солдата хлыстом, обратился к сопровождавшему его ординарцу со следующими словами: «Отведи его туда (указывая рукой на пустырь вправо от улицы) и застрели, как собаку».
Ординарец-казак, «исполнив приказание начальства», доложил генералу: «Ваше превосходительство, приказание исполнил». Далее следует обычный для царской армии диалог.
Генерал: «Спасибо, молодчина».
Казак: «Рад стараться».
Делу был дан на первых порах как будто бы «законный ход». Но затем с ним было поступлено, как и с большинством «генеральских дел». Дело было замято. Всякие комментарии здесь излишни.
13 (26) марта 1915 года дивизию двинули по Галицийскому шоссе, она перевалила через Карпаты, а затем прошла через городок Мезо —Лаборч. Вошла в состав сводного корпуса 3-й армии. В Старковцах сменила части 19-й пехотной дивизии.
В ходе «Третьей битвы в Карпатах», 20 марта, штурмом взяла у австро—венгров горы Кобыла (высота 637,7) и Яворска (высота 598). Участвовала в так называемом «Пасхальном сражении» (Osterschlacht im Laborczatal, Veľkonočná bitka v Karpatoch).

Залитые потоками нашей и австрийской крови Карпаты пройдены. Перед нами манящая нас равнина.
Далеко, далеко тянется совершенно ровная степь. На горизонте видны селения. Душа стремится туда, за эти селения. Чудятся новые, невиданные ещё города по которым наша судьба, как будто, уже указывает нам наш победный путь. Будапешт….
Две полосы стальных рельс, блестя на солнце, уходят куда то вдаль. Там вдали виднеется железнодорожная станция Гуменно. К ней, к этой станции, подходят поезда. Это воинские эшелоны. Быстро выскакивают из вагонов люди, сбрасывают в кучи амуницию, шинели и выстраиваются. Эшелон за эшелоном подходит к станции, пустые сейчас же куда то отходят.
Люди движутся. Они разворачиваются в боевой порядок. Они направляются к нам.
Яркое солнце скользит своими лучами по двигающимся густым цепям противника, освещает их мгновенно засверкавшие головные уборы.
— Каски!.. Германцы!..
Лица сразу стали серьёзными. Разговоры замолкли.
Германцы всё ближе. Их артиллерия уже открыла огонь: со свистом пронёсся первый снаряд и лопнул в воздухе, не долетев до наших позиций.
А там, в далёкой России, в это же время всюду гудят колокола, оглушая воздух пасхальным звоном и, из конца в конец несётся радостное «Христос Воскресе».

 24 марта (6 апреля) 1915 г. 11 час. 24 мин. дня
Ставка, начальнику штаба.

Противник, сняв с фронта гренадерского корпуса 35-ю дивизию Шметтау, перебросил её по железной дороге на станцию Рыдваны к югу от Мезолоборч. Прошлой ночью отброшена с большими потерями с занятой позиции 81-я дивизия, после чего сегодня атакован левый фланг 19-й дивизии, подавшейся назад. К угрожаемому месту направляются резервы 3-й армии и бригада 58-й дивизии"… 4387 Драгомиров
В боях с 20-го по 23-е марта дивизия из 16000 человек личного состава потеряла 92 офицера (17 убитыми и 29 пленными) и 10375 нижних чинов, 13 пулемётов и 2 орудия и оставила занятые ранее высоты.
На 1 (15) апреля в полках дивизии насчитывалось не более 1000 штыков в каждом.

81-я пехотная дивизия, двинутая из-под Перемышля в Карпаты, понесла там в апреле 1915 года полное поражение и всю войну считалась не из бойких.— А. А. Керсновский. История Русской армии
В 20-х числах апреля дивизия, отдельными полками, участвовала в Горлицкой оборонительной операции, пытаясь локализовать вражеский прорыв в районе Змигруда и Ясло, где и понесла тяжёлые потери.
Затем вела оборонительные бои в западной Галиции и русской Польше. Дивизия — участница Люблин-Холмского сражения 9—22 июля 1915 г.
С 3 по 12 августа соединение находилось в гарнизоне крепости Брест-Литовск.
В конце августа — начале сентября дивизия вела арьергардные бои на реках Зельвянка, Щара и Молчадь в западной Белоруссии.
17 сентября дивизия, переправившись через реку Сервечь, безуспешно пыталась наступать на Ольшаны.
На 28 сентября дивизия входила в состав 16-го армейского корпуса и имела 4501 штык из 13 400 положенных по штату.
После «Великого отступления 1915 года» соединение 9 месяцев оборонялось на Скоробовском участке северо—западнее Барановичей. Штаб дивизии находился в имении Вольна. Вошла в состав Гренадерского корпуса 4-й армии Западного фронта.
В декабре сводный батальон и сводная батарея от частей дивизии участвовали в Высочайшем смотре.
На Пасху 1916 года солдаты из 81-й пехотной дивизии братались с противником:

321 Окский п., Емельян Семенюк.
Д. Дечиль, Ровенского у.
На пасху мы с своим врагом сходились, дружески здоровались с ними и снимались на карточках. У нас нашлось много подлецов, которые, пойдя к немцу, назад не возвратились и остались там в плену. 

81-я арт. бриг.
Е. X. Котрановой, Москва, Раушская наб., № 169.
Вы, вероятно, читали в журнале о взаимных поздравлениях наших и немцев. Я, со своей стороны, этому никогда не верил, но теперь вот пришлось быть очевидцем, далее сам хотел сходить поздравить, только нельзя было покинуть пост. А ей богу интересно. Сходятся, здороваются друг с другом, угощают, кто чем может, и так далее. В одном даже месте образовался русско-немецкий клуб. В 21 играли, только жаль — офицеры разогнали, а другие даже снимались. Так, но крайней мере, знаю одну группу, с одной стороны — немец, а с другой — румын. Все стоят обнявшись. Не правда ли, очень интересно? Ведь у вас в Москве этого пе увидишь.
Летом дивизия участвовала в Барановичской наступательной операции. 31 мая (13 июня) в ходе «Первого боя у Барановичей» (Die erste Schlacht bei Baranowitsch) она произвела демонстрацию атаки на своём участке обороны. Затем её перебросили на незнакомую местность южнее озера Колдычево.
20 июня (3 июля) соединение участвовало во «Втором бое у Барановичей» (Die zweite Schlacht von Baranowitschi).

Наша дивизия двинулась. С винтовками наперевес, бегут люди. Густые цепи одна за другой, устремляются в болото, широко раскинувшееся во все стороны вокруг большого озера, в настоящее время бурлящего от массы прибывающей в него воды, падающей из густо нависших над землёю, чёрных туч.
Дивизия в огне, окутанная дымком дождя германских снарядов, прорвавшегося сразу, как только наша пехота пошла в наступление. Плохо знакомая с местом, по которому ей пришлось наступать, сбитая с толку дождевой завесой, вязла в болоте и, истекая кровью и покрывая болото телами убитых и раненых, стала отступать обратно.— Веверн Б. В. 6-я батарея. 1914—1917 гг. Повесть о времени великого служения Родине.

В Столовичском районе — части 81 пехотной дивизии, под покровом тумана, от Войкевичи скрытно подошли к германским позициям у «Болотного Холма» и захватили его. Однако, атака на основные неприятельские позиции успеха не имела; пришлось остановиться у препятствий.

Далее к югу под покровом тумана, по трудно проходимым болотам, противник к полуночи достиг позиции 51 ландв. полка. Уже с вечера противник начал на фронте 2-го бат. 51 полка прорезывать свои искусственные препятствия. Тут и там, русская пехота осторожно подползала. С 1 час. 40 мин. дня начался русский подготовительный огонь по нашим позициям. Затем 81 див. гренадерского корпуса в колоннах, густыми цепями начала наступление для прорыва. Густыми волнами, сплочёнными массами подходили они. Но волны, встречаемые нашим огнём, разбивались об искусственные препятствия. Главная позиция осталась в наших руках. Снова форты «Кронпринц», «Могила русских» и «Болотный Холм» стали целью русских. Снова как и 13 июня, атаки потонули в крови на препятствиях. Перед левой половиной позиции противник оставил во время отхода до 2.600 убитых. На нашем участке легло уже 4.000 человек. Противнику удалось путём охвата выбить 3 баталион из «Болотного Холма». Противник в 30 раз превосходил слабый гарнизон этого отдельного укрепления, окопы которого были уничтожены и охватил его с трёх сторон. Дикое «ура» — и они заняли ров. Окружённый, и охваченный несколькими баталионами, понеся тяжёлые потерн, из отдельного укрепления.гарнизон вынужден был отступить в ближайшие окопы. Расстрелянная, разрушенная позиция перешла в руки противника. Полковник ф.-Керн, командир 51 ландв. полка, получив около 3 час. утра донесение о потере позиции, приказал немедленно вернуть её. У него оставалось всего лишь 9 отделений 12 роты для этой операция. Под командой подпоручика Гофмана и вице-фельдфебеля Шнейдера эта храбрая горсточка с ручными гранатами бросилась на русских. После выдающейся артиллерийской подготовки, под командой командира артиллерии капитана Надровского, бросилась на штурм позиции. Вице-фельфебель Шнейдер был убит, но его солдаты, увлечённые примером начальника, очистили позицию, взяв вдобавок в плен 8 офицеров и 284 солдат. Пропитанный кровью «Болотный Холм» в 5 часов, утра опять был в руках силезского ландвера.	
На «Мушкетёрском участке» против 1 бат. 51 ландв. полка атака тоже не удалась. С 2 час. 30 м отступающие русские бросались под огнём нашей артиллерии в Щару, поднявшуюся благодаря дождям предыдущих дней.
20 июля дивизию передали в состав 3-го Кавказского корпуса, а 14-го августа в состав 35-го армейского корпуса.
27 октября (9 ноября) в ходе первой массированной огнемётной атаки западнее Скробовского ручья, немцы атаковали окопы 218-го Горбатовского, 217-го Ковровского и 1-го и 2-го батальонов 322-го Солигаличского пехотных полков. Контратаки 321-го пехотного Окского полка на занятые окопы 322-го полка были отбиты. Из резерва, был подтянут и 323-й пехотный Юрьевецкий полк.
По состоянию на начало 1917 года австро-венгерское командование невысоко оценивало боевые качества 81-й пехотной дивизии.

81 пех. див., — среднего качества, ударная сила невелика.
15 января дивизия была сменена на позициях 15-й Сибирской стрелковой дивизии и затем совершила тяжёлый марш в северном направлении. Во временном подчинении сибиряков был оставлен дивизион 81-й артиллерийской бригады.

«15 февраля 1917 г.
Приказ № 91 15-й Сибирской стрелковой дивизии.
г. дв. Вольна
Расставаясь ныне с 81-й артиллерийской бригадой я не могу не выразить её доблестному командиру генерал-майору Борисову от лица службы мою самую задушевную признательность за этот месяц нашей совместной боевой работы, не могу не выразить ему чувство моего глубокого уважения и пожелать дорогому Василию Николаевичу счастья, успеха, здоровья на радость и гордость родной ему бригады.
Молодая 15-я Сибирская стрелковая дивизия никогда не забудет, что первые шаги своей боевой работы выпали ей на долю со славной 81 артиллерийской бригадой.
Командующий дивизией
Свиты его величества генерал-майор Джунковский».

27 апреля.
Около 15 часов на участке 81 дивизии, на р. Березине, близ д. Фурсы, из окопов противника вышли два немца и махали белыми флагами. Огнём нашей артиллерии таковые были загнаны обратно в свои окопы.
Во время июльского наступления Западного фронта, под Крево, дивизия находилась в резерве 10-й армии, в районе деревень Сивица, Горбачи, Нелидки, Яковичи.

Сводка событий, происшедших в частях Западного фронта с 29 июня по 6 июля 1917 года
…322-й и 323-й пехотные полки (81-й пех.дивизии 6-го июля отказались от продолжения походного движения и категорически отказываются от наступления.
В сентябре соединение вошло в состав 28-го армейского корпуса сначала 5-й, затем 1-й армии Северного фронта. Заняло оборону на реке Западная Двина в районе Якобштадта.
1918-й год стал последним годом существования дивизии.

8 января. — Сообщение начальника штаба верховного главнокомандующего М. Д. Бонч-Бруевича в Совет Народных Комиссаров о состоянии действующей армии с 4 по 8 января
№ 46
К № 15. За период с 4 по 8 января положение на фронтах в смысле проявления какого-либо сознательного отношения к упорядочению несения службы не улучшилось. Привожу сводку представленных донесений за вышеуказанный период.

Северный фронт. Части 477-го Калязинского полка, занимавшие участки к северу от озера Дрисвяты, оставили позицию и ушли <в> район станции Малиновка. Оставленный участок наблюдается артиллеристами 120-й артиллерийской бригады. В 12-й армии ушла с побережья 4-я Донская казачья дивизия, в 1-й армии роты и батальоны 22-й, 24-й и 81-й пехот<ных> дивизий самовольно оставляют свои участки и уходят в тыл… 

26 января. — Приказ командующего 1-й армией В. В. Нотбека войскам армии о переформировании 81-й пехотной дивизии в Красногвардейскую

Согласно постановлению командного состава и представителей войсковых организаций от полков 81-й пехотной дивизии и решению коллегии по формированию Красной гвардии, 81-я пехотная дивизия переформировывается в Красногвардейскую дивизию Рабочей и Крестьянской Красной Армии Российской Советской республики. Приветствуя решение товарищей 81-й пехотной дивизии послужить на пользу революции, выражаем надежду, что их решение послужит завидным примером для остальных и добрым начинанием образования молодой, но могучей Красной Армии…

СВОДКА ОПЕРАТИВНОГО УПРАВЛЕНИЯ ШТАБА ГЛАВКОВЕРХА О ПОЛОЖЕНИИ НА СЕВЕРНОМ И ЗАПАДНОМ ФРОНТАХ
№ 2, г. Петроград 20—21 февраля 1918 г.
… Для противодействий наступлению германцев со стороны Двинска в Режицу брошена вся пехота 2 корпуса (81 дивизия). Некоторые данные позволяют полагать, что 322 полк с четырьмя орудиями двинулся на защиту Режицы. Точных сведений о судьбе Режицы нет, по слухам, там царит страшная паника…

Генерал-квартирмейстер генерального штаба Верцинский 

## Состав дивизии
- 1-я пехотная бригада
  - 321-й Окский пехотный полк
  - 322-й Солигаличский пехотный полк
- 2-я пехотная бригада
  - 323-й Юрьевецкий пехотный полк
  - 324-й Клязьминский пехотный полк
- 81-я артиллерийская бригада
- 81-я артиллерийская парковая бригада
- 34-я отдельная сапёрная рота

## Командование дивизии
«Командующий» в дореволюционной терминологии означал временно исполняющего обязанности начальника или командира.

### Начальники дивизии
- 19.07.1914 — 20.04.1915 — генерал-майор (с 27.09.1914 генерал-лейтенант) Чистяков, Сергей Дмитриевич
- 20.05.1915 — 17.07.1915 — командующий генерал-майор Ваденшерна, Торстен Карлович
- 27.08.1915 — xx.xx.1917 — генерал-майор (с 1917 генерал-лейтенант) Саввич, Александр Сергеевич
- и. д. полковник Борецкий, Алексей Лаврович

### Начальники штаба дивизии
- 26.10.1914 — 21.01.1915 — полковник Тигранов, Леонид Фаддеевич
- 20.02.1915 — 01.05.1915 — и. д. полковник Зиневич, Александр Константинович
- 01.05.1915 — 20.09.1916 — и. д. подполковник Кузьмин, Александр Герасимович
- 20.09.1916 — 12.08.1917 — полковник (с 22.09.1916 генерал-майор) Суворов, Андрей Николаевич

### Командиры пехотных бригад
- 29.07.1914-25.03.1915 — генерал-майор Гандурин, Иван Константинович
- 05.07.1915-05.05.1916 — генерал-майор Ремезов, Александр Кондратьевич
- 05.05.1916-03.06.1917 — генерал-майор Бабочкин, Александр Артемьевич
- и. д. полковник Борецкий, Алексей Лаврович

### Командиры 81-й артиллерийской бригады
- 25.07.1914 — 19.11.1915 — командующий полковник Коханов, Александр Васильевич
- 27.12.1915 — хх.хх.хххх — полковник (с 06.12.1916 генерал-майор) Борисов, Василий Николаевич